# تطور الاتصالات

## التلغراف البصري
دائمًا ما حاول الإنسان، بواسطة الإشارات البصرية ام السمعية، التغلّب على المسافات واختصارها من خلال السعي لتأمين نظام سريع لايصال المعلومات. لكن أول شبكة اتصالات فعلية لم ترى النور الّا مع مجيء الثورة الفرنسية. 
ففي تلك المرحلة، كانت الحرب مستعرة في بلد غير مستقر، احتاج فيه الحكم المركزي إلى نظام اتصالات يؤمن السرعة والسرية في ايصال المعلومات للجهات التابعة له. في هذا السياق، لاقى التلغراف البصري الذي قدمه «كلود شاب» (1763-1805) امام الجهات الرسمية المختصة في 22 اذار 1792، ترحيبًا قويًا.
يتألف نظام «شاب» التلغرافي من محطتين رئيسيتين، بالإضافة إلى محطات ثنوية عديدة بينهما. في أعلى كل من تلك المحطات سارٍ ثابت تدور حوله اذرعة خشبية قادرة على أخذ وضعيات عدة. كل وضعية تشكّل رمزًا معينًا في نظام شاب، ويتم تناقل الرمز من محطة إلى أخرى باعادة تكوين الرمز المشاهد لكي يتمكن العاملون في المحطة التالية من إعادة العملية نفسها إلى حين وصول الرمز إلى المحطة المعنية. هذه الشبكة الأولى من نوعها في عالم الاتصالات مكّنت السلطة من ايصال اوامرها عبر المسافات البعيدة باقل وقت ممكن. وقد اعتمد النظام رسميًا في الأول من نيسان عام 1972 واضحى «شاب» أول مصمم تلغراف

## التلغراف الكهربائي
الاتصال عامل هام من العوامل التي تقوم عليها حياة الناس قديما وحديثا، وكل فرد منا يمارس الاتصال بطريقة أو بأخرى ويدخل مع من حوله من أفراد وجماعات في عمليات اتصالية يستحيل عليه بدونها تسيير حياته وقضاء حاجاته. والاتصال ضرورة حتمية لا يستغني عنها مجتمع من المجتمعات البشرية. ولو فقد الاتصال بين الناس لتعذر ظهور الحضارات الإنسانية، ولما تحققت السمات الثقافية المتميزة لأي مجتمع.
ويقوم أي مجتمع إنساني علي مقدرة الإنسان علي نقل مقاصده ورغباته ومشاعره ومعرفاه إلي الآخرين، فبالاتصال يستطيع الفرد أن يتكيف بنجاح مع البيئة التي يعيش فيها. وقد ثبت بالتجارب العملية أن الإنسان لا يستطيع أن يعيش بدون اتصال فترة طويلة.
وبدون الاتصال لا يرتبط الناس بعضهم ببعض ولا يزاولون معا أية أنشطة مشتركة أو يطورون من سيطرتهم علي البيئة من حولهم، فهو قوة تشد الأفراد والجماعات بعضهم إلي بعض داخل المجتمع المنظم.
فالحياة الاجتماعية تكون ممكنة فقط من خلال القدرة علي الاتصال وعلي نقل المعني بين الأفراد، وسوف يكون نشاط أي جماعة مستحيلا وبدون وسائل معينة لتبادل الخبرات والاتجاهات.
و الاتصال يشير إلي تلك العملية الخاصة التي تجعل التفاعل بين البشرية ممكنا وتساعد الناس علي أن يكونوا كائنات اجتماعية
التلغراف الكهربائي، الممهد لنظام اتصالات على المستوى العالمي، كان ثمرة عدة اختراعات وتجارب. أهم تلك الاختراعات، كانت البطارية، التي اخترعها في عام 1800 العالم «اليساندرو فولتا» والتي شكلت الأساس للتقنيات الكهربائية في ما بعد. ثم ما لبث في عام 1920 ان تم اكتشاف الكهرومغنطيس من قبل ثلاثة فيزيائيين هم «اورستيد»، «امبير» و«اراغو» الذين اثبتوا إمكانية استعمال الكهرباء في مجال الاتصالات. وجاء العامل المكمل عبر «مورس» الذي ومن خلال شيفرة تعتمد على اختلاف نمط نبضات التيار الكهربائي لتحديد معلومة معينة، تمكن في 24 ايار من عام 1844 من تأمين أول خط تلغرافي كهربائي بين واشنطن وبالتيمور.
اعتمد نظام مورس(موجات مورس) بسرعة كبيرة لاتصال وايصال المعلومات. وقد ساهم في ما بعد المهندس الفرنسي «بودو» مستفيدًا من مبدأ تقسيم الوقت، بتطوير التلغراف وتأمين سرعة أكبر في التواصل.
مع احلال سكك الحديد في البلاد، اضحى التلغراف وسيلة وسببًا في آن واحد للثورة الصناعية. فقد ساهم بشكل كبير بتسهيل التواصل بين الدول، وإطلاق نظام اتصالات عالمي سرّع بشكل كبير تبادل وانتشار المعلومات.

## اختراع الهاتف
في الوقت الذي كان التلغراف الكهربائي ينتشر حول العالم، خصوصًا مع وضع أول كابل عابر للأطلسي في عام 1865، برزت تقنية جديدة تحت تسمية «التلغراف الناطق». ويعود الفضل في هذا الاختراع إلى عدة باحثين ومخترعين. ففي عام 1854 برهن عامل التلغراف «بورسول»، انه من الممكن إرسال الذبذبات الصادرة عن الصوت البشري. وفي ألمانيا، نجح «ريس» بارسال وتلقي الموسيقى. لكن لم يسجل اختراع الهاتف بشكل رسمي الا في 14 شباط من عام 1876، عندما حصل «ألكسندر غراهام بيل» على براءة الاختراع، سابقًا ببضع ساعات مواطنته «اليشا غراي». وقد قام اختراعه على التأثير المغناطيسي.
اما اكتشاف الميكروفون عام 1877، عبر الاميركي «هيوغز»، فكان الحجر الأساس الذي سوف ترتكز عليه الابحاث في ما بعد. أهم تلك الابحاث هي التي قام بها «توماس اديسون» والتي لعبت دورًا مفصليًا في تاريخ الهاتف من حيث تطوير قدراته. وقد تبعت أولى الخطوط الهاتفية خطى التلغراف مقتصرة على تأمين الاتصال بين نقتطين، لكن سرعان ما برزت الحاجة لمراكز تحويل لتنظّم اتصالات شبكة متكاملة من الخطوط الهاتفية. وفي عام 1878، تم وضع أول نموذج نظام هاتفي تجاري في الخدمة في كونتكت.
في عام 1891 سمح أول نظام تحويل الكتروميكانيكي من اختراع «ستروغر» بتوسيع الشبكة الهاتفية. ومع بداية القرن العشرين، اضحى الهاتف رمز الحداثة، مستبيحًا المكاتب ومغيّرًا بشكل جذري الحياة اليومية للمدينة كما القرية.
وكانت أول قرية تقوم باستخدامه ابيس2 وبالتحديد منزل الحاج اصبى الكبير

## ولادة الراديو
في عام 1870، اثبت البريطاني «ماكسويل» ان الموجات الكهرومغناطسية تنتقل في الفراغ كما في المادة، بسرعة الضوء، فاتحًا بذلك الطريق امام اكتشافات جديدة في مجالات الاتصال، البث والتواصل عن بعد. ثم ما لبث «هرتز» ان اكمل افكار «ماكسويل» واثبت عام 1887 كيفية الحصول على موجات عرفت لاحقًا بالموجات الهرتزية. وفي عام 1890 في باريس، قام بروفسور الفيزياء «برانلي» باكتشاف طريقة لالتقاط الموجات الكهرومغناطسية، فيما قام المهندس الروسي «بوبوف» بتصميم أول هوائي لالتقاط تلك الموجات. لكن أولى تجارب بث وتلقي موجات الراديو لم تتم الّا في عام 1895 من قبل الفيزيائي «ماركوني».

## ثورة الالكترونيات
في بداية القرن العشرين، برزت ثورة مهمة في عالم الاتصالات، ثورة الالكترونيات. فاختراع «لي دي فوريست» للتريود في عام 1906 شكّل أساس الإلكترونيك التي ستسمح بتطوّر الراديو وزيادة طول المسافات بين مستعملي الهاتف. وقد برهن التلغراف اللاسلكي بسماحه بالقيام باتصالات مستمرّة عن تطبيقات مهمة خصوصًا في مجالي الطيران والبحرية. ومع حلول العقد الثالث من هذا القرن، انتشرت محطات بث وتلقي الراديو في مختلف أنحاء العالم، واضعة وسيلة اعلامية جديدة وطريقة اتصال جديدة للعامة.
ساهم اختراع الترانزستور عام 1947 في تقدّم وتطوّر الإلكترونيات بشكل كبير، تبعه اختراع الدوائر المتاكاملة في عام 1960. بشكل متواز، شكل تصميم الاميركي «فون نيومان» أول حاسوب في عام 1949، نقطة البداية لما يسمى المعلوماتية، وهي تقنية تحويل المعلومات إلى ارقام، والتي سوف تساهم بتحسين نوعية وخدمة الاتصالات خصوصًا البعيدة منها. وفي عام 1961 تم اختراع الليزر، وبدأ العمل في مجال الالياف البصرية، تبعه بعد عقد من الزمن صناعة أول معالج معلومات فاتحة المجال امام تصغير حجم المعدات المعلوماتية وادخالها مجال الاتصالات.

## غزو الفضاء
ان التقدم العلمي المنجز خلال الفترة الممتدة ما بين عامي 1950 و1960 مكّن الهاتف، بعد قرن من اختراع التلغراف، من عبور الأطلسي. تم مدّ أول كابل هاتفي عبر الأطلسي الTAT 1 في عام 1956. بشكل مواز، كان قد بدأ العمل على تأمين الاتصالات الهاتفية عبر الاقمار الصناعية. وبعد عدة تجارب قام بها الاميركيون، نجحوا في ذلك عبر القمر الصناعي «تلستار» في عام 1962، لكن بشكل محدود إذ ان فترة الاتصال المتواصل به محدودة.
و في ليلة العاشر من تموز في عام 1962، تم بنجاح تبادل صور بين «اندوفر» في الولايات المتحدة و«برتانيه» في فرنسا، ثم ما لبث ان تم تطوير وتبادل الاتصالات الهاتفية البعيدة المدى عبر الاقمار الصناعية. وابتداء من عام 1965، بدأ إطلاق جيل جديد من الاقمار الصناعية، اولها «انتلسات 1»، ومعه بدأ عصر الاتصالات الفضائية يأخد نحوًا عالميًا.